# 北京会议中心
北京会议中心，位于北京市朝阳区来广营西路88号，是北京市级会议中心。是北京市人民政府天安门地区管理委员会下属的差额拨款事业单位。

## 简介
北京会议中心位于朝阳区安定门外北苑，总占地面积51.8万平方米，其中绿化用地占总占地面积的66%，湖面占地面积46667平方米。
北京会议中心有一号楼、二号楼、三号楼、四号楼、五号楼、六号楼、九号楼共7栋客房楼，内有1000间（套）客房，可供1800人住宿。其中九号楼由A座、B座组成，共有客房666间（套）。北京会议中心配套建有5个餐厅。北京会议中心有会议厅（室）55个。北京会议中心还设有各种运动娱乐设施。
2001年，北京会议中心接待了北京市十一届人大四次会议、中共北京市委八届八次全会、北京市经济工作会议、九届全国人大四次会议北京代表团。此后开始大量接待北京市级各类会议。
2014年，在党的群众路线教育实践活动中，中共北京市人民政府党组提出了在建的北京会议中心八号楼（对外经营性场所）装修标准偏高的问题，要求整改。
北京会议中心的主要建筑有：
- 九号楼（北京京会花园酒店）：客房楼，位于西端，由A座、B座组成。2006年3月15日开工建设，2006年12月结构封顶，2008年3月1日开业[8]。
- 会议楼：位于九号楼东侧，内有容1800人开会的大型报告厅和23个中、小会议室。
- 六号楼：客房楼，位于会议楼东侧，大湖正北面。
- 一号楼：客房楼，位于六号楼东侧，整个北京会议中心的北部中央。
- 四合院：客房院，位于一号楼东侧，由六个独立院落组成。
- 二号楼：客房楼，位于四合院南侧[9]。
- 东餐厅：位于四合院北侧。
- 四号楼：客房楼，位于四合院东侧。
- 三号楼：客房楼，位于四号楼东侧。
- 三合院：客房院，位于二号楼东侧，三号楼南侧，是一个独立院落。
- 东会议厅：位于三合院东侧。
- 五号楼：客房楼，位于东会议厅东北侧。其东侧还有一个小湖。
- 八号楼[7]